# Luis José Moglia Barth
Luis José Moglia Barth (Buenos Aires, 12 d'abril de 1903 - Buenos Aires, 18 de juny de 1984) va ser un reconegut guionista i director de cinema que va dirigir nombroses pel·lícules en les etapes inicials del cinema argentí. Fou fundador de la productora Argentina Sono Film entre les seves pel·lícules es destaquen ¡Tango! (1933), considerat el primer llargmetratge sonor argentí, i Riachuelo (1934).

## Biografia
Era fill d'un comerciant i va estudiar en el Col·legi La Salle Buenos Aires i a l'Escola Normal de Professors. La seva primera relació amb el cinema va ser quan va començar a treballar en l'empresa Cinematografía Valle com a ajudant del dibuixant Quirino Cristiani. Aquesta empresa importava pel·lícules i a més des de 1920 produïa el Film Revista Valle, un noticiari filmat i sense so que apareixia tots els dijous a les 17 hores.

### Adaptador i muntatgista
A totes les pel·lícules mudes els textos explicatius de les quals no estaven en castellà se'ls havia de substituir per llegendes en aquest idioma. En el cas de les pel·lícules mudes europees, especialment les alemanyes, com eren generalment massa llargues per al gust argentí, que estava acostumat al cinema estatunidenc, s'efectuava a més sobre elles un treball de tall i muntatge en el qual aviat Moglia Barth va adquirir tal destresa que treballava per a diversos distribuïdors.
Aquest treball de "adaptació" s'havia fet cada vegada més ampli. Es tallaven metres de pel·lícula, es canviava l'ordre de les escenes, les llegendes no es traduïen textualment sinó que no sols es modificava el llenguatge i s'utilitzaven modismes locals sinó que fins i tot es canviaven els textos i així es modificaven els parlaments atribuïts als actors que es veien en pantalla, amb la qual cosa les mateixes escenes passaven a tenir un sentit diferent, i fins i tot els qui estaven en l'escena podien arribar a convertir-se en altres personatges i l'amant quedava transformat en germà o el lladre en veí. A vegades en què els talls impedien l'encadenament d'unes certes escenes va utilitzar el recurs d'agregar altres filmades expressament (una mà colpejant una porta, unes cames baixant l'escala). Segons ell mateix explica en diverses entrevistes periodístiques com la publicada en la Revista Platea: Confesiones a los "160 años de edad" Encuentro con Luis J. Moglia Barth (Pag. 3 y ss.).-

### Neix Argentina Sono Film
Amb l'entrenament adquirit Moglia Barth va filmar dues pel·lícules mudes: Puños, chárleston y besos (1927) amb el boxador Kid Xarol i El 90 (1928) amb un equip d'aficionats. Després va seguir Consejo de tango, un curt amb la cançonista Amanda Ledesma de dos rotllos. Es va presentar llavors amb la seva última pel·lícula i el llibret d'una altra davant el seu amic i protector Ángel Mentasti amb el qual portava treballant deu anys, primer en Films Reich,i Pathé i en aquest moment en Cosmos on Mentasti era gerent de distribució i Moglia Barth cap de publicitat a més del seu treball d'adaptació i muntatge. La seva idea inicial es limitava a aconseguir un financer per al seu projecte però després el va transformar en una cosa més ambiciosa: constituir una empresa que filmés totalment una primera pel·lícula, però que no la comercialitzés fins que estigués començada la segona i anunciada una tercera. El seu raonament és que en presentar-se en aquestes condicions davant els exhibidors mostrava que no estaven desesperats per vendre —com usualment ocorria amb qui invertia en pel·lícules en forma aïllada o ocasional— i perquè a més era una manera de distribuir els riscos de manera que si alguna fracassava unes altres compensarien les pèrdues.
Mentasti, que coneixia el negoci, va veure immediatament la conveniència de la proposta que tenia l'avantatge addicional de combinar l'activitat de qui com ell sabia negociar en aquest mitjà, amb la de Moglia que coneixia com fer pel·lícules. A ells s'uniren Julián Ramos que era advocat i Roberto Favre, un exdirector de Pathé que agregaven la seva capital a l'aportat per Mentasti, amb la qual cosa amb el nom triat per Moglia Barth va donar inici Argentina Sono Film.

### Trilogia de tango
La primera pel·lícula de la nova societat va ser ¡Tango! reconeguda com el primer llargmetratge sonor (sense discos) produït al país. Es va filmar en els estudis Ariel, d’ Alberto J. Biasotti ubicats al carrer Boedo i als estudis Valle, del carrer Gavilán.
El filme va ser:
| « | "una cavalcada musical en la qual els intèrprets més populars de la música ciutadana van mostrar les seves condicions per la cançó, alguns també per l'actuació. L'argument era ínfim: parlava d'un cantor desesperat perquè la seva novieta del barri se n'havia anat amb un galant madur. Ell suposa que se'n van anar a París i cap enllà viatja, sense imaginar que la noia l’esperava amb paciència en la peceta del conventet. A la tornada, el cantor ja havia trencat diversos cors que, de pena no més, desfullaven tangos per aquí i per allà." | » |

Libertad Lamarque fva ser la protagonista i parella del cantor Alberto Gómez. Amb l'acompanyament de Luis Visca va interpretar el tango de Sciammarella i Fontaina, Andate, i amb l'orquestra de Osvaldo Fresedo el tango Noviecita, de Luis Bates i Sebastián Lombardo. També actuen Pepe Arias, Tita Merello, Alicia Vignoli, Luis Sandrini, Meneca Tailhade, Juan Sarcione, Azucena Maizani i Mercedes Simone. Intervenen les orquestres de Juan de Dios Filiberto, Osvaldo Fresedo, Pedro Maffia, Edgardo Donato, Ponzio-Bazán i Juan D´Arienzo i a més mostra les seves habilitats de ballarí Ovidio José Bianquet, "El Cachafaz".
La repercussió de Tango va ser tal que va col·locar al cinema argentí en la confrontació massiva i en l'òptim negoci. Per molts anys el tango seria la fórmula màgica que obria totes les portes, fins i tot fora del país. La següent pel·lícula va ser Dancing, estrenada el 9 de novembre de 1933, basada en l'obra teatral del mateix nom d'Alejandro Berrutti, en la qual es va produir el debut cinematogràfic de Tito Lusiardo. Abundant en foxtrots i tangos però amb històries que transcorren en un lloc de ball sense nexe orgànic.
La trilogia es va completar amb Riachuelo protagonitzada per Luis Sandrini, Maruja Pibernat i Alfredo Camina i va comptar amb la música original d'Edgardo Donato i Máximo Orsi. Per al crític Domingo Di Núbila es tracta d'una història hàbilment ordida que té color i força ambiental, amb eficaços tocs reideros, ritme àgil, diàleg sainetesc i excel·lent fotografia. Luis Sandrini va destacar per la seva excel·lent actuació.
Tal com havia planejat Moglia Barth, quan es va estrenar Tango! ja s'havia començat a rodar Dancing. El primer film va tenir bona acollida per la crítica però en canvi el resultat econòmic de la segona va ser magre i va causar l'allunyament dels socis capitalistes pel que amb prou feines es va poder acabar el rodatge de Riachuelo. Aquesta última no sols va tenir bona crítica sinó també èxit econòmic, ja que havent costat menys de vuitanta mil pesos va produir solament en el primer any un milió de pesos per a la productora.

### Nous rumbs de Moglia Barth
En les següents pel·lícules Moglia Barth va abandonar la temàtica que li havia donat tan bons resultats. Així va dirigir Picaflor (1935) que no va satisfer les expectatives que hi havia després de l'èxit de Riachuelo i Amalia (1936) sobre la novel·la homònima de José Mármol, costosa evocació de l'època rosista camb grans decorats i escenes de conjunt incloent balls populars però mancat d'emoció.

## Filmografia
Va intervenir en els següents films:
Director:
- Dringue, Castrito y la lámpara de Aladino (1954)
- Intermezzo criminal (1953)
- La doctora Castañuelas (1950)
- La fuerza ciega (1950)
- No me digas adiós (1950)
- La campana nueva (1950)
- Edición Extra (1949)
- Juan Moreira (1948)
- La senda oscura (1947)
- María Rosa (1946)
- Ponchos azules (1942)
- Cruza (1942)
- Boina blanca (1941)
- Fortín Alto (1941)
- Hogar, dulce hogar(1941)
- Confesión (1940)
- Con el dedo en el gatillo (1940)
- Huella (1940)
- Una mujer de la calle (1939)
- Doce mujeres (1939)
- Senderos de fe (1938)
- El último encuentro (1938)
- Melodías porteñas (1937)
- La casa de Quirós (1937)
- Melgarejo (1937)
- ¡Goal! (1936)
- Santos Vega (1936)
- Amalia (1936)
- Picaflor (1935)
- Riachuelo (1934)
- Dancing (1933)
- ¡Tango! (1933)
- Consejo de tango (1932) (pel·lícula sense so)
- El 90 (1928) (pel·lícula sense so)
- Afrodita (1928) (pel·lícula sense so, censurada en 1930)[4]
- Puños, chárleston y besos (1927) (pel·lícula sense so)
  - Guionista
- La doctora Castañuelas (1950)
- La fuerza ciega (1950)
- La senda oscura (1947)
- María Rosa (1946)
- Cruza (1942)
- Boina blanca (1941)
- Hogar, dulce hogar(1941)
- Senderos de fe (1938)
- Melodías porteñas (1937)
- La casa de Quirós (1937)
- Melgarejo (1937)
- Amalia (1936)
- Picaflor (1935)
- Riachuelo (1934)
- Dancing (1933)
- ¡Tango! (1933)
  - Adaptació
- El último encuentro (1938)
  - Producció
- Intermezzo criminal (1953)
- ¡Tango! (1933)
  - Montaje
- Ponchos azules (1942)

## Televisió
Director:
- El cine y el Fondo Nacional de las Artes (1973) sèrie
- El cura de la sierra (1959) serie